# Бердыев, Нартай
Нартай Бердыев — советский хозяйственный, государственный и политический деятель, Герой Социалистического Труда.

## Биография
Родился в 1936 году. Член КПСС.
С 1949 года — на хозяйственной, общественной и политической работе. В 1949—1991 гг. — чабан колхоза «Шафиркан» Вабкентского района, чабан, старший чабан совхоза «Шафиркан» Канимехского района Бухарской области
Указом Президиума Верховного Совета СССР от 26 февраля 1981 года присвоено звание Героя Социалистического Труда с вручением ордена Ленина и золотой медали «Серп и Молот».
Избирался депутатом Верховного Совета Узбекской ССР 10-го созыва.